# ريكي بورتر
ريكي بورتر (بالإنجليزية: Ricky Porter)‏ هو لاعب كرة قدم أمريكية أمريكي، ولد في 14 يناير 1960 في سيلاكاوغا في الولايات المتحدة.

## وصلات خارجية
- ريكي بورتر على موقع مرجع كرة القدم المحترفة.كوم (الإنجليزية)